# Stygophrynus berkeleyi
Stygophrynus berkeleyi är en spindeldjursart som beskrevs av Gravely 1915. Stygophrynus berkeleyi ingår i släktet Stygophrynus och familjen Charontidae. Inga underarter finns listade i Catalogue of Life.